# Esther Benisti
Esther Bénisti (1872-1906), connue sous le pseudonyme d'Esther de Suze, est une femme de lettres française.

## Biographie
Lectrice de Flore Singer, celle-ci sollicite le soutien de Ferdinand Brunetière auprès de l'Académie française pour un roman écrit par Esther.

## Publications
- Cœur brisé (1898)
- Journal d'une juive au couvent (1899)
- Institutrice (1903)
- Oldj, nouvelle (1904)

## Prix
- 1904 : prix Montyon de l'Académie française pour le livre Institutrice[1]